# Royal Crown
RC Cola (сокращение от Royal Crown Cola) — американская марка колы, изобретённая Клодом А. Хэтчером в 1905 году. Изначально она была создана для продуктового магазина «Коул-Хэмптон-Хэтчер» как собственная торговая марка, чтобы избежать высоких затрат на покупку сиропа Coca-Cola.
Имбирный эль Royal Crown был первым продуктом линейки RC Cola. В 1950-х годах компания Royal Crown лидировала в индустрии напитков, продавая первые безалкогольные напитки в банках, а затем первую колу без кофеина. Несмотря на инновации компании и массовую рекламную кампанию, общий доход был низким из-за отсутствия инициативы в распространении.
RC Cola принадлежит и распространяется в США компанией Keurig Dr Pepper. В остальном мире она распространяется компанией RC Cola International.

## История
Автором рецепта RC Cola является фармацевт Клов Хэтчер, который в 1905 году в американском штате Джорджия начал производить прохладительные напитки в подвале своего дома. Первая кола называлась Chero Cola; в 1934 году её название было заменено на Royal Crown Cola, или RC Cola. В 1901 году в Колумбусе, Джорджия был открыт продуктовый магазин Cole-Hampton-Hatcher. В 1903 году семья Хэтчер стала единоличным владельцем, и название было изменено на Продуктовый магазин Хэтчер. Продуктовый магазин располагался по адресу 22 West 10th Street. Сегодняшний адрес (после изменения номера дома) — 15 West 10th Street. В то же время популярность безалкогольных напитков в бутылках быстро росла, и владельцы продуктовых магазинов хотели максимизировать свою прибыль. Как оптовый продавец продуктов, Клод А. Хэтчер приобрел большое количество сиропа Coca-Cola у местного продавца компании Коламбуса Робертса. Хэтчер считал, что компания заслуживает специальной сниженной цены на сироп, поскольку закупала такие большие объёмы. Робертс не сдвинулся с места, и между ними вспыхнул ожесточенный конфликт. Хэтчер сказал Робертсу, что выиграет битву, никогда больше не купив Coca-Cola, и Хэтчер решил разработать свою собственную формулу безалкогольного напитка. Он начал разрабатывать продукты в подвале магазина с рецептом имбирного эля. Хэтчер основал Union Bottling Works в продуктовом магазине своей семьи. Первым продуктом линейки Royal Crown был имбирный эль Royal Crown в 1905 году, за ним последовали Royal Crown Strawberry и Royal Crown Root Beer. В 1910 году компания была переименована в Chero-Cola, а в 1925 году она была переименована в Nehi Corporation в честь цветных и ароматизированных напитков. В 1934 году Chero-Cola была переработана химиком Руфусом Каммом и переиздана как Royal Crown Cola.
В 1950-х годах кола Royal Crown и лунные пироги были популярным «обедом для рабочих» на юге Америки. В 1954 году Royal Crown была первой компанией, которая начала продавать безалкогольные напитки в жестяной банке, а затем первой компанией, которая начала продавать безалкогольные напитки в алюминиевых банках.
В 1958 году компания представила первую диетическую колу, Diet Rite, а в 1980 г. — кола RC 100 без кофеина. В середине 1990-х RC выпустила Royal Crown Draft Cola, объявленную как «премиальную» колу с использованием чистого тростникового сахара в качестве подсластителя, а не кукурузный сироп с высоким содержанием фруктозы. Продажи, которые предлагались только в бутылках объёмом 12 унций, были неутешительными, в основном из-за неспособности сети розлива RC обеспечить распространение продукта по каналам для разовых напитков, и это было прекращено, за исключением Австралии, Новой Зеландии и Франции. Позже он был доступен только в Новой Зеландии, некоторых частях Австралии, Таиланда и Таджикистана. Компания также выпустила Cherry RC, версию безалкогольного напитка RC со вкусом вишни, чтобы конкурировать с Cherry Coke и Wild Cherry Pepsi.
В 1984 году на долю RC Cola приходилось примерно 4-5 % продаж безалкогольных напитков в США, уступая только Coke, Pepsi, Dr. Pepper и Seven Up.
В октябре 2000 года Royal Crown была приобретена Cadbury (затем Cadbury Schweppes) путем приобретения Snapple. Впоследствии операции Royal Crown были переданы Dr Pepper Snapple Group (DPSG), которая была выделена из Cadbury в 2008 году. DPSG объединилась с Keurig Green Mountain в 2018 году под именем Keurig Dr Pepper, текущими владельцами RC Cola бренд.
В 2001 году все предприятия под брендом RC за пределами США были проданы компании Cott Beverages из Миссиссога, Онтарио, Канада, и в настоящее время эксплуатируются как Royal Crown Cola International, которая занимается продажей продукции RC Cola за пределами США.